# The Movies: Stunts & Effects
The Movies: Stunts & Effects is een uitbreidingspakket voor het computerspel The Movies. Het werd uitgebracht op 6 juni 2006 in de Verenigde Staten en op 16 juni 2006 in Europa.

## Nieuwe inhoud
Het uitbreidingspakket voegt stunts, stuntmannen, nieuwe rekwisieten, effecten, sets en kostuums aan het spel toe. Spelers kunnen nu stuntmannen gebruiken om stunts te doen zodat de acteur waarvoor ze instaan niet gewond raakt. Er kunnen nu scènes opgenomen worden met helikopters en andere luchtvoertuigen. Ook kan de speler nu zelf kiezen hoe de camera wordt geplaatst in een scène. Een paar van de nieuwe sets zijn bluescreen, greenscreen en miniatuursteden om scènes op te nemen met grote monsters. Deze nieuwe inhoud is echter pas beschikbaar vanaf 1960. De speler kan nu echter wel kiezen om het spel te starten in 1960 in plaats van 1920.